# Motilleja
Motilleja er en by og kommune i det sydøstlige Spanien i provinsen Albacete. Den har et indbyggertal på 668 (2024) indbyggere.